# Myogener Faktor 3
Myogener Faktor 3 (MyoD, Myf-3) ist ein Protein im Zellkern von Tieren, das an die DNA bestimmter Gene bindet und dadurch die Transkription dieser Gene erhöht oder bremst, ein so genannter Transkriptionsfaktor. Zusammen mit Myogenin, Myf-5 und Myf-6 lässt MyoD Fibroblasten zu Myoblasten differenzieren und leitet so den Aufbau der Skelettmuskeln ein. Dabei reicht allein die Anwesenheit von MyoD (oder Myf-5) als auslösender Faktor aus. MyoD gehört zur Familie der Helix-loop-helix-Transkriptionsfaktoren
Elektrische Muskelstimulation kann die Expression von MyoD erhöhen. Ratten mit Zwerchfell-Myopathie wiesen stark verminderte MyoD-Expression auf. In Muskeln alternder Mäuse war sie dagegen erhöht. In Zuchtschweinen ist eine Variante von MyoD mit hoher Fleischqualität assoziiert.

## Funktion
In Fibroblasten wird durch Bindung des Homöobox-Faktors Msx1 und Histon 1B an den Myod-Enhancer die Bildung von MyoD komplett unterdrückt. Die Elemente, die zur anfänglichen Transkription von MyoD und Myf-5 führen, sind nach wie vor unbekannt, wobei die gleichzeitige Eliminierung von Myf-5 und Pax3 die MyoD-Expression verhindert.
Um die Proteinproduktion des Zellkerns auf Dauer umzustellen, bedient sich MyoD mehrerer Mechanismen: durch Aktivierung von Mef2 und des p38-Kinase-Signalwegs sorgt es für fortgesetzte eigene Expression in einem temporalen Muster über mehrere Tage hinweg; durch Veränderung des Chromatin-Kontexts wird verhindert, dass die Muskelzelle wieder in alte Produktionsabläufe zurückfällt; und durch Nutzung eines unterschiedlichen Initiationskomplexes werden die normalen Promoter-Wirkungen umgangen.